# Sonic the Hedgehog (Computerspielfigur)
Sonic the Hedgehog (japanisch ソニック・ザ・ヘッジホッグ Sonikku za hejjihoggu, deutsch ‚Sonic der Igel‘), auch nur Sonic, ist eine der bekanntesten Videospielfiguren und das Maskottchen des Spieleherstellers Sega.

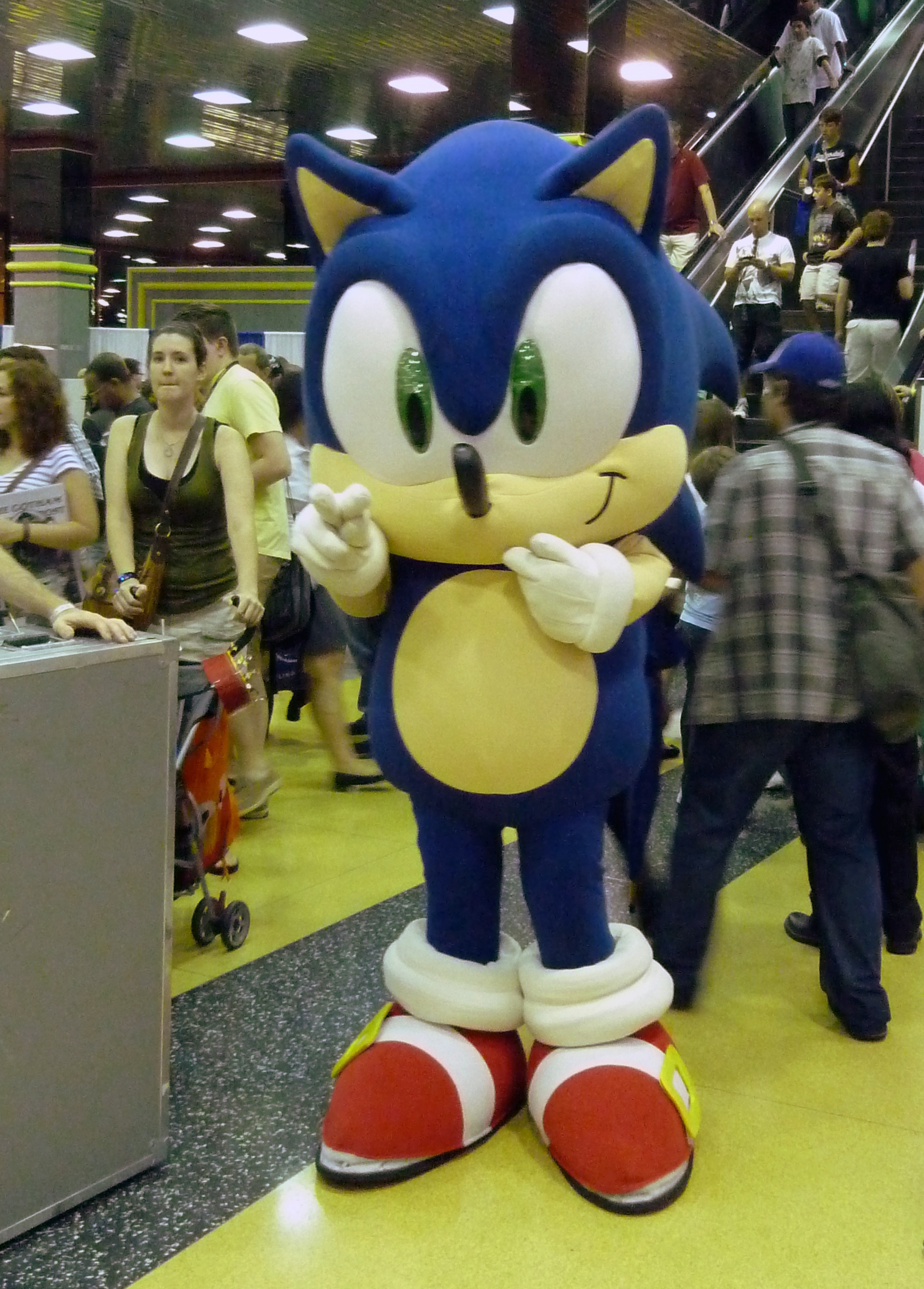
Sonic the Hedgehog Cosplay bei der Wizard World Chicago 2011.

Das erste Spiel der Sonic-Spieleserie namens Sonic the Hedgehog (1991) vom Entwicklerstudio Sonic Team erschien am 23. Juni 1991 für das Sega Mega Drive. Nach dem Erfolg dieses Spiels erscheinen seitdem permanent neue Sonic-Spiele auf nahezu allen Videospielsystemen, womit Sonic einen der meistauftretenden Videospielcharaktere darstellt. Zudem sorgte Segas Marketingabteilung für zahlreiche Gastauftritte in anderen Videospielen, Merchandise, Events, Comics, TV-Serien, Kinofilme und Spielzeuge aller Art.
Über die Jahrzehnte hat Sonic the Hedgehog über die Generationen hinweg zunehmend an Popularität gewonnen. Auch andere Charaktere des Sonic-Universums, wie Erzfeind Dr. Eggman oder Sonics Freunde Miles Tails Prower, Knuckles the Echidna, Amy Rose und Shadow the Hedgehog sind inzwischen allgemein bekannt.

## Entstehung
Die Intention zur Entstellung eines neuen Videospielcharakters und eines dazugehörigen Spiels wurde vom japanischen Videospielhersteller Sega angestrebt, um auf dem Videospielmarkt ein Gegenstück zu Nintendos erfolgreichen Firmenmaskottchen Super Mario zu haben – Eine Rolle, welche Segas bestehender Videospielcharakter Alex Kidd weder qualitativ noch in Sachen Wiedererkennungswert in ähnlichem Ausmaß erreichen konnte. Mit dieser Zielsetzung entwarfen im Jahre 1990 mehrere kreative Köpfe bei Sega verschiedene Konzeptzeichnungen zu potenziellen Videospielhelden, darunter einen dicken Mann mit Schnauzbart und Zwicker sowie anthropomorphische Vögel, Hasen, Bulldogge, Gürteltiere und auch Igel. Videospieldesigner Naoto Ōshima, der sich für mehrere Entwürfe verantwortlich zeichnete, befragte in New York City einige Passanten im Central Park, welche der Entwürfe ihnen am besten gefielen. Die meisten Passanten fanden Gefallen an dem blauen Igel, gefolgt von dem dicken Mann mit Schnauzbart und der Bulldogge. Laut Ōshima fiel die Umfrage zu Gunsten des Igels aus, da er unabhängig von Rassen oder Geschlechtern von allen gemocht werden könne. Außerdem hatte es zuvor keinen berühmten Igel gegeben, weder real noch in bekannten Medien, weswegen das neue Maskottchen zum „berühmtesten Igel der Welt“ werden und damit geworben werden könne. Zudem wäre es von Vorteil, wenn Kinder das neue Maskottchen leicht selbst zeichnen könnten, ähnlich wie es bei Micky Maus der Fall sei. Als Ōshima mit den Ergebnissen nach Japan zurückkehrte, beschloss man dann sofort, sich auf den blauen Igel zu fokussieren. Jedoch sollte auch der Zweitplatzierte, der dicke Mann mit Schnauzbart, eine Rolle in dem Spiel erhalten und erhielt letztlich die Rolle des Widersachers Dr. Eggman.
Zunächst trug der Igel den Namen Mr. Harinezumi (Mr.ハリネズミ), zu Deutsch „Herr Igel“, jedoch entschied man sich schnell für den Namen Sonic, da dieser leicht zu merken, auszusprechen und klangvoll sei. Erst aufgrund des Namens Sonic, wie Überschallgeschwindigkeit (englisch „Supersonic speed“) kam man zu dem Entschluss, dass Sonic ein sich überdurchschnittlich schnell bewegender Igel sein sollte. Man entschloss sich zu einem coolen, selbstbewussten und heroischen Charakter, inspiriert von Bill Clinton und Michael Jackson, da man davon ausging, dass dies im hauptsächlich angestrebten Videospielemarkt der USA am besten ankäme. Die rot-weißen Schuhe seien ebenfalls von Michael Jackson inspiriert, jedoch farblich vom Weihnachtsmann. Laut Ōshima war es auch eine Idee, dass Sonic ein ehemaliger Kampfpilot sein sollte, dessen Geschichte und frühere Taten quasi im letztendlichen Videospiel nacherzählt werden sollten. Obwohl dies verworfen wurde, ist dies der Grund für die Gestaltung des Titelbildschirms für viele Ableger der Serie, in denen Sonic mit dem Logo des Spiels aus einem riesigen Ring mit großen Flügeln erscheint, die auf seine Fliegerkarriere anspielen sollten.
Hauptverantwortlich für die technische Umsetzung des ersten Sonic-Spiels war Yūji Naka, der zum Kopf des von Sega neu ausgegliederten, zunächst fünfzehnköpfigen Entwicklerstudios Sonic Team wurde. Dieser arbeitete schon seit Jahren an einer Spielphysik mit unebenen Boden und Momentum sowie Beschleunigung, ganz anders als das zumeist blockbasierende Spielerlebnis von beispielsweise eines Super Mario Bros. Yūji Naka entwarf auf Gameplayentscheidungen basierend weitere Charaktereigenschaften von Sonic, wie das Einrollen zu einer Kugel zum Beschleunigen oder dass Sonic im Wasser nicht schwimmen könne, sondern untergehe wie ein Stein, da Yūji Naka fälschlicherweise davon ausging, dass Igel im Wasser nicht schwimmen könnten. Sonics Charakterzüge wurden vor allem von Madeline Schroeder weiter präzisiert. Noch bevor das erste Sonic-Spiel erschien, beschloss Sega bereits umfangreiche Werbemaßnahmen und mediale Präsenz. Unter anderem sollte der Charakter Sonic auch in vielen anderen Sega-Spielen mit größeren und kleineren Cameo-Auftritten vertreten sein, weswegen man schon im Vorfeld zahlreiche Gastauftritte vorbereitete. Dies hatte zur Folge, dass der Charakter Sonic the Hedgehog nicht in seinem eigenen Spiel debütierte, sondern ihm seine Cameo-Auftritte zuvor kamen: Im Arcade-Spiel Rad Mobile (1990), welches ein Rennspiel aus der Sicht innerhalb eines Rennautos darstellte, war Sonic dauerhaft als kleines Kuscheltier am Rückspiegel baumelnd sichtbar. Erst nach seinen ersten drei Gastauftritten in Rad Mobile (3. Oktober 1990 für Arcade), The Adventures of Quik & Silva (10. Mai 1991 für Amiga und Atari ST) und Puzzle Construction (31. Mai 1991 für Sega Tera Drive) erschien am 23. Juni 1991 das erste Sonic the Hedgehog (1991) in Europa und Nordamerika für das Sega Mega Drive (Sega Genesis), gefolgt von der Veröffentlichung in Japan am 26. Juli 1991.

## Aussehen, Charakter, Fähigkeiten
Sonic hat einen blauen Körper mit großen Stacheln und einem kleinen Schweif am Rücken, hautfarbene Arme, Bauch und Schnauze, eine kleine schwarze Nase, große weiße Augen mit grünen (früher schwarzen) Pupillen, trägt weiße Handschuhe und rot-weiße Schuhe. Er ist einen Meter groß, wiegt 35 Kilogramm und kann mit Überschallgeschwindigkeit rennen, daher auch sein Name (englisch sonic, ‚Schall-‘). Sonic ist freiheitsliebend, furchtlos, abenteuerlustig, ungeduldig, und gutherzig zu jedem, den er trifft. Er ist aber auch in einigen Fällen sehr arrogant und hat ein großes Ego, er glaubt alles alleine schaffen zu können, in anderen Fällen benimmt er sich übermütig, um mit Unsicherheiten umzugehen, z. B. der Unsicherheit, ob er den Metal Virus stoppen könnte. Sonic hat auch schon gesagt, dass er es vorzieht, alleine zu arbeiten. Doch wenn er jemanden begegnet, der anderen Unrecht antut, wie es bei Dr. Eggman der Fall ist, ist Sonic entschlossen, den Schwächeren zu helfen und Bösewichten Einhalt zu gebieten. Er hält seine Versprechen, liebt Chilidogs und hasst Traurigkeit, die er bei jedem zu unterbinden versucht. Sein bester Freund ist Tails, gefolgt von Knuckles und Amy. Seine Spin Attack, mit der er sich zu einer Kugel zusammenrollt und Gegnern schaden kann, sowie der Spin Dash oder die Homing Attack, haben sich viele Mitstreiter bei Sonic abgeschaut. Seine große Schwäche ist das Wasser, vor dem er große Angst hat, da er nicht schwimmen kann und seine Geschwindigkeit im Wasser stark abnimmt. Bei Schwimmwettbewerben der Olympischen Spiele trägt er daher bei diesen Disziplinen eine Schwimmweste. Mit den sieben Chaos Emeralds kann sich Sonic zu Super Sonic, in Sonic 3 & Knuckles (1994) mit den sieben Super Emeralds zu Hyper Sonic, in Sonic und die Geheimen Ringe (2007) zu Darkspine Sonic und in Sonic und der Schwarze Ritter (2009) zu Excalibur Sonic verwandeln.
Sonics Auftreten und Persönlichkeit variiert auch in den verschiedenen Medien. Ist er in der ersten TV-Serie Sonic der irre Igel (1993–1996) noch nahezu überheblich mit hohen Komiker-Anteil, so zeigt er in den Serien Sonic SatAM (1993–1994) und Sonic Underground (1999), in denen Dr. Robotnik nahezu die ganze Welt beherrscht und Sonic zu den Widerstandskämpfern zählt, einen erwachseneren und ernsternen Charakter. Da sich der Kinofilm Sonic the Hedgehog (1996) und die TV-Serie Sonic X (2003–2005) nahe an den Videospielen orientieren, verfügt Sonic hier über seinen gewohnten Charakter, zudem etablierte die Serie in mehreren Sprachräumen viele englische und deutsche Synchronsprecher, die ihren Charakteren zum Teil noch bis heute ihre Stimme leihen. Sonics oft gleichgültige, teils faule und unmotivierte Art in den Spielen und der Serie Sonic Boom (2014–2017) wird ebenso kritisiert wie die oft kindliche, naive und überdrehte Darstellung in den Kinofilmen Sonic the Hedgehog (2020) und Sonic the Hedgehog 2 (2022).
Sonics Alter beträgt in den meisten Kontinuitäten 15 Jahre, beispielsweise in der Spieleanleitung von Sonic Heroes (2003). In den Archie-Comics wird er jedoch im Verlauf der Handlung 17 Jahre alt. Auch in der Serie Sonic der irre Igel hat er zweimal und in Sonic Underground einmal Geburtstag, jedoch wird nicht genannt, wie viele Jahre er dort jeweils alt wird. Auch im Spiel Sonic Generations (2011) feiert Sonic Geburtstag, doch wird nicht deutlich, um welchen Geburtstag es sich handelt. In der Serie Sonic Underground ist Sonics Geburtstag der 4. März, in den Archie-Comics hingegen der 162 Tag des Jahres, also der 10. oder 11. Juni. Sonics Entstehungstag ist der 23. Juni, da dies das Datum ist, an dem sein erstes Spiel veröffentlicht wurde. Sonics zweiter Vorname in der von Archie Comics produzierten und nur in den Vereinigten Staaten publizierten Comic-Serie lautet Maurice. Den Namen habe er von seinem Großvater, gilt abseits dieser einmaligen Erwähnung jedoch nicht als Kanon.

## Synchronsprecher

### Japanische Synchronisation
Sonics erste Synchronstimme war Takeshi Kusao in den Arcade-Spielen Waku Waku Sonic Patrol Car (1991), Sega Sonic Cosmo Fighter Galaxy Patrol (1993) und SegaSonic the Hedgehog (1993), welche nur mit japanischer Sprachausgabe veröffentlicht wurden. In Sonic the Hedgehog CD (1993) gibt es die kurze Voiceline „I'm Outta Here“, eingesprochen von Masato Nishimura, die Sonic sagt, wenn der Spieler fast drei Minuten in einem Level keinen Button betätigt. Für die japanischen Versionen von The Adventures of Sonic the Hedgehog (1993–1996) und Sonic SatAM (1993–1994) lieh Junko Takeuchi seine Stimme, während beim Sonic the Hedgehog (OVA) (1996) Masami Kikuchi zum Einsatz kam und Sonic in Sonic Underground (1999) von Keiko Toda gesprochen wurde.
In Sonic Adventure (1998) war Jun'ichi Kanemaru, geboren am 27. Oktober 1962, erstmals der japanische Synchronsprecher von Sonic und bleibt seiner Rolle seither treu. Seitdem ist Jun'ichi Kanemaru in allen Videospielen, wie zuletzt in Sonic Frontiers (2022), und TV-Serien, wie zuletzt in Sonic Prime (2022–2024), die japanische Stamm-Synchronstimme von Sonic. Einzig in den Kinofilmen Sonic the Hedgehog (2020), Sonic the Hedgehog 2 (2022) und Sonic the Hedgehog 3 (2024) sowie der TV-Serie Knuckles (2024) wurde Sonic von Taishi Nakagawa gesprochen.
| Japanische Synchronsprecher von Sonic the Hedgehog | Japanische Synchronsprecher von Sonic the Hedgehog | Japanische Synchronsprecher von Sonic the Hedgehog | Japanische Synchronsprecher von Sonic the Hedgehog |
| Zeitraum                                           | Synchronsprecher                                   | Erstmals                                           | Letztmals                                          |
| -------------------------------------------------- | -------------------------------------------------- | -------------------------------------------------- | -------------------------------------------------- |
| 1991–1993                                          | Takeshi Kusao                                      | Waku Waku Sonic Patrol Car (1991)                  | SegaSonic the Hedgehog (1993)                      |
| 1993                                               | Masato Nishimura                                   | Sonic the Hedgehog CD (1993)                       | Sonic the Hedgehog CD (1993)                       |
| 1994–1996                                          | Junko Takeuchi                                     | The Adventures of Sonic the Hedgehog (1993–1996)   | Sonic SatAM (1993–1994)                            |
| 1996                                               | Masami Kikuchi                                     | Sonic the Hedgehog (1996)                          | Sonic the Hedgehog (1996)                          |
| 1999                                               | Keiko Toda                                         | Sonic Underground (1999)                           | Sonic Underground (1999)                           |
| seit 1998 bis heute                                | Jun'ichi Kanemaru                                  | Sonic Adventure (1998)                             | Sonic X Shadow Generations (2024)                  |
| seit 2020 bis heute                                | Taishi Nakagawa                                    | Sonic the Hedgehog (2020)                          | Sonic the Hedgehog 3 (2024)                        |

### Englische Synchronisation

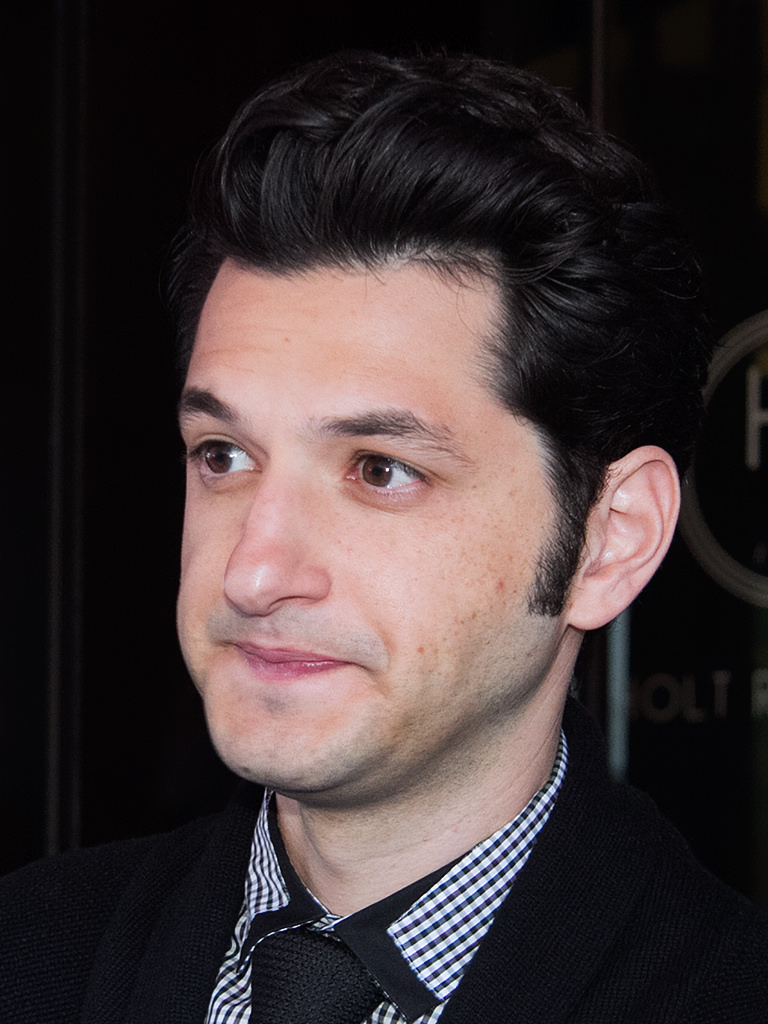
Ben Schwartz (2014), Sonics englische Synchronstimme in den Kinofilmen 2020 und 2022.

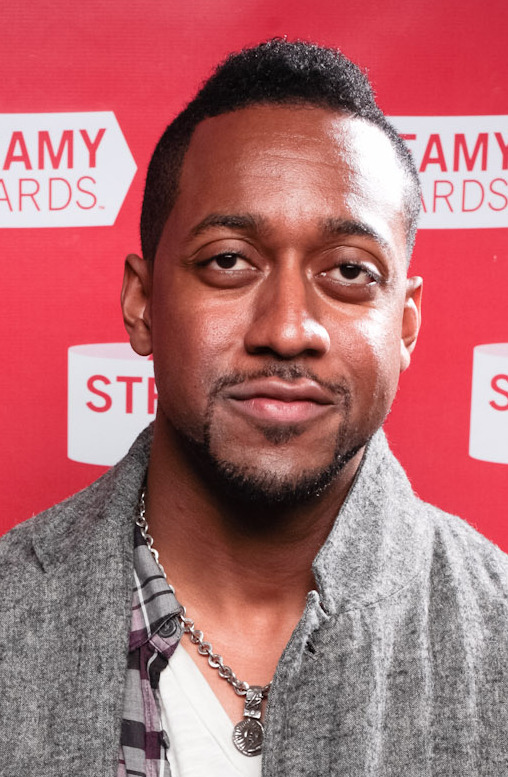
Jaleel White (2010), Sonics englische Synchronstimme von 1993 bis 1999.

In den TV-Serien The Adventures of Sonic the Hedgehog (1993–1996), Sonic SatAM (1993–1994) und Sonic Underground (1999) wurde Sonic the Hedgehog standardmäßig vom US-amerikanischen Schauspieler Jaleel White, der unter anderem als Steve Urkel in der Fernsehserie Alle unter einem Dach (1989–1998) mitwirkte, gesprochen. Seine erste, englische Videospielstimme war Meg Inglima in Sonic’s Schoolhouse (1996), während im Sonic the Hedgehog (1996), welcher 1999 auf Englisch vertont wurde, Martin Burke die Rolle von Sonic sprach.
Mit Sonic Adventure (1998, englischsprachige Version 1999) etablierte man Ryan Drummond als englische Sonic-Stimme, der außerhalb Japans in diesem, wie in den folgenden Sonic-Haupttiteln Sonic Adventure 2 (2001), Sonic Heroes (2003) und Sonic Advance 3 (2004) zu hören war. Doch in der neuen TV-Serie Sonic X (2003–2005) wurde Sonic von Jason Anthony Griffith gesprochen, der ab 2005 auch die Videospielsynchronisationen übernahm: Nach Shadow the Hedgehog (2005) und Sonic Rush (2005) war Jason Anthony Griffith auch beispielsweise in Sonic the Hedgehog (2006), Sonic und die Geheimen Ringe (2007), Mario & Sonic bei den Olympischen Spielen (2007) oder Sonic Unleashed (2008) der englische Synchronsprecher für Sonic. Ab Sonic Free Riders (2010) und Sonic Colours (2010) übernahm Roger Craig Smith diese Rolle, die er auch in Sonic Generations (2011), Sonic Lost World (2013), in der Sonic Boom-TV-Serie (2014–2017) und in den dazugehörigen Videospielen, sowie in Videospielen wie Sonic Forces (2017) oder Team Sonic Racing (2019) pflegte. 2021 hatte Roger Craig Smith vorübergehend angekündigt, Sonic zukünftig nicht mehr zu sprechen, was er Wochen später jedoch revidierte. Bei seinem Auftritt in Sonic Frontiers (2022) wurde Sonics Stimme deutlich tiefer von Roger Craig Smith synchronisiert.
In den Kinofilmen Sonic the Hedgehog (2020), Sonic the Hedgehog 2 (2022), im Kurzfilm Sonic Drone Home (2022), in der TV-Serie Knuckles (2024) sowie Sonic the Hedgehog 3 (2024) wurde Sonic hingegen mit prominenter Besetzung von Ben Schwartz gesprochen. Da die in Kanada produzierte Netflix-Serie Sonic Prime (2022–2024) aus rechtlichen Gründen ausschließlich von kanadischen Synchronsprechern vertont werden darf, ist dort Deven Mack die englische Stimme von Sonic.
| Englische Synchronsprecher von Sonic the Hedgehog | Englische Synchronsprecher von Sonic the Hedgehog | Englische Synchronsprecher von Sonic the Hedgehog | Englische Synchronsprecher von Sonic the Hedgehog |
| Zeitraum                                          | Synchronsprecher                                  | Erstmals                                          | Letztmals                                         |
| ------------------------------------------------- | ------------------------------------------------- | ------------------------------------------------- | ------------------------------------------------- |
| 1993–1999                                         | Jaleel White                                      | The Adventures of Sonic the Hedgehog (1993)       | Sonic Underground (1999)                          |
| 1996                                              | Meg Inglima                                       | Sonic’s Schoolhouse (1996)                        | Sonic’s Schoolhouse (1996)                        |
| 1999                                              | Martin Burke                                      | Sonic the Hedgehog (1996)                         | Sonic the Hedgehog (1996)                         |
| 1999–2004                                         | Ryan Drummond                                     | Sonic Adventure (1998)                            | Sonic Advance 3 (2004)                            |
| 2003–2010                                         | Jason Anthony Griffith                            | Sonic X (2003–2005)                               | Sonic & Sega All-Stars Racing (2010)              |
| 2022–2024                                         | Deven Mack                                        | Sonic Prime (2022–2024)                           | Sonic Prime (2022–2024)                           |
| seit 2010 bis heute                               | Roger Craig Smith                                 | Sonic Free Riders (2010)                          | Sonic X Shadow Generations (2024)                 |
| seit 2020 bis heute                               | Ben Schwartz                                      | Sonic the Hedgehog (2020)                         | Sonic the Hedgehog 3 (2024)                       |

### Deutsche Synchronisation

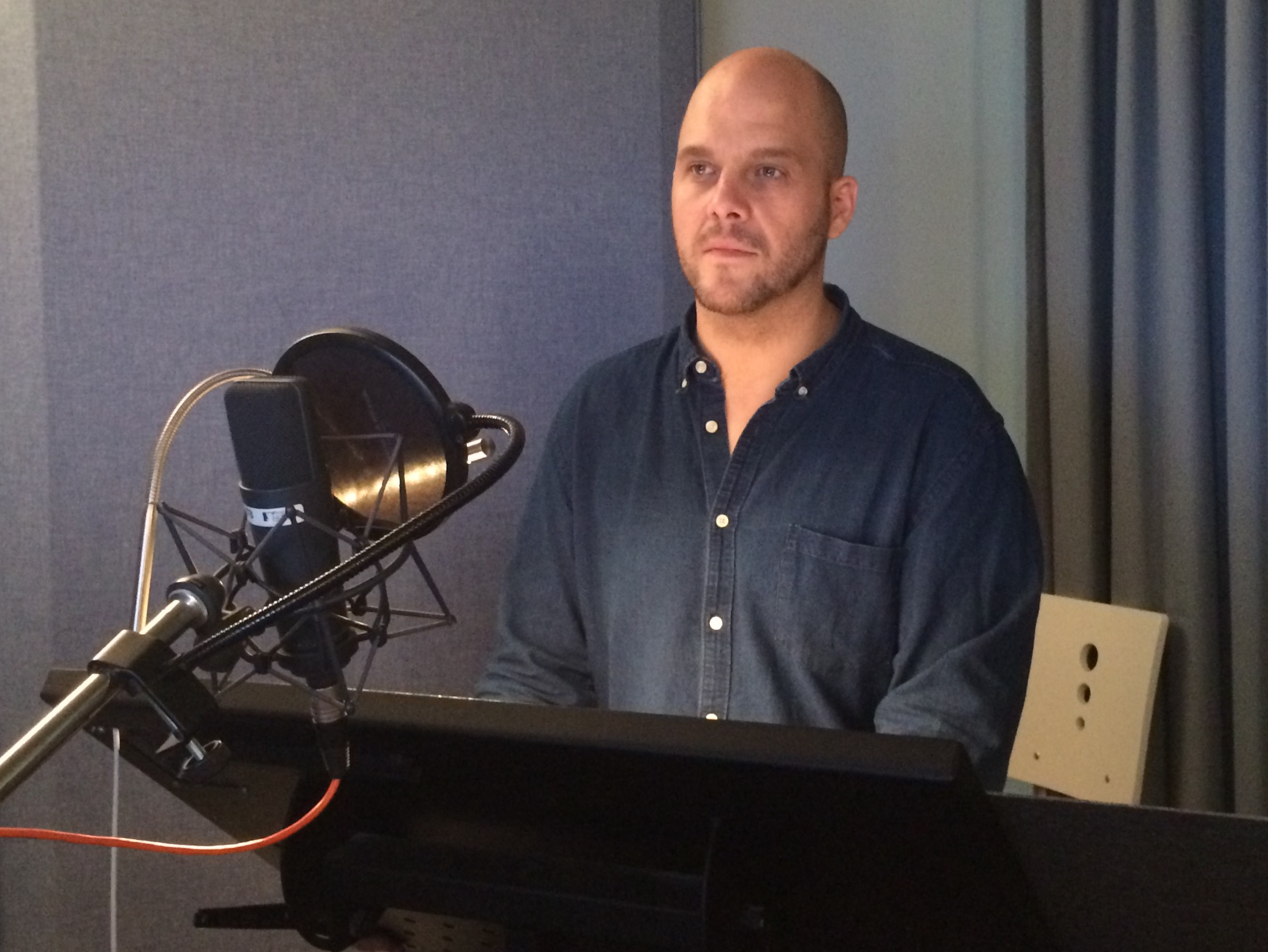
Tobias Müller (2015), Sonics deutsche Synchronstimme von 2001 und 2012 bis 2019.

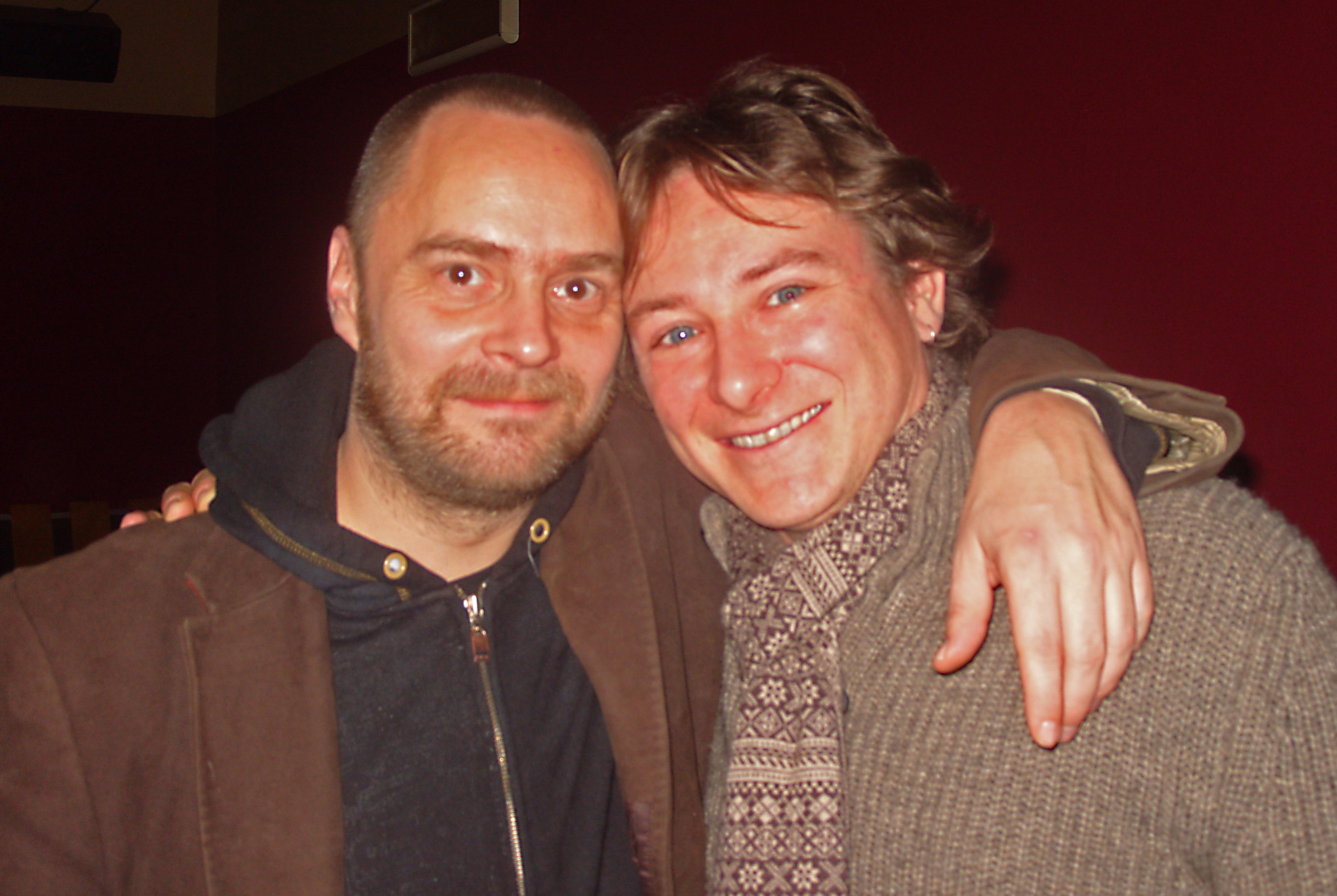
Rechts Simon Jäger (2009), Sonics deutsche Synchronstimme von 1995 bis 1996.

In den 1995 bis 1996 auf Deutsch synchronisierten TV-Serien Sonic der irre Igel (1993–1996, Originalname Adventures of Sonic the Hedgehog) und Sonic SatAM (1993–1994, Originalname Sonic the Hedgehog) stellte Simon Jäger die erste, deutsche Stimme von Sonic dar. Fünf Jahre später in Sonic Underground (1999, deutsche Synchronisation 2001) wurde Tobias Müller Sonics Sprecher, in derselben, hohen Stimmlage, wie er auch Detektiv Conan im Deutschen spricht.
In der TV-Serie Sonic X (2003–2005, deutsche Synchronisation 2004–2005) wurde Sonic erstmals von Marc Stachel gesprochen. Als ab 2011 erstmals Sonic-Videospiele auch deutsche Sprachausgabe erhielten, wurde Marc Stachel auch weiterhin als Sonic-Stimme eingesetzt, darunter in Sonic Generations (2011), Sonic Lost World (2013), den Sonic Boom-Spielen sowie -Serie (2014–2017), Sonic Forces (2017) und Team Sonic Racing (2019). Als es zu Gastauftritten von Sonic in den Kinofilmen Ralph reichts (2012) und dem Nachfolger Chaos im Netz (2018) sowie in der TV-Serie OK K.O.! Neue Helden braucht die Welt (Folge 95, 2019) kam, wurde Sonic wieder von Tobias Müller, diesmal in seiner normalen, tieferen Stimme, synchronisiert.
Als für den Kinofilm Sonic the Hedgehog (2020) dann Julien Zheng Zheng Kho Budorovits, bekannt als der YouTuber Julien Bam, als deutsche Stimme für Sonic vorgestellt wurde, anstatt den deutschen Stammsprecher Marc Stachel zu verpflichten, wurde dies scharf kritisiert. Auf die Kritik hin entgegnete Julien Bam in einem seiner Videos, dass Marc Stachel keine Synchronsprecharbeiten mehr ausführe. Dies stellte sich als Unwahrheit heraus, da Marc Stachel sowohl andere Rollen wie Rocko in Pokémon: Mewtu schlägt zurück – Evolution (2020), als auch im folgenden Sonic-Spiel Sonic Colours: Ultimate (2021) erneut Sonic sprach. Sogar im Film Chip und Chap: Die Ritter des Rechts (2022), welcher mit „Ugly Sonic“ in mehreren Szenen eine frühe Version des besagten Kinofilm-Sonics parodierte und als relevanten Charakter einbaute, wurde dieser von Marc Stachel vertont, woraufhin die Frage lauter wurde, warum Julien Bam auch den folgenden Sonic-Kinofilmen Sonic the Hedgehog 2 (2022) und im dazugehörigen Kurzfilm Sonic und die Drohne (2022) sowie Sonic the Hedgehog 3 (2024) und der TV-Serie Knuckles (2024) erneut eingesetzt wurde, obwohl Marc Stachel hörbar verfügbar war und der Original-Sprecher sogar seine eigene Parodie vertonte.
In Sonic Frontiers (2022) wurde Sonic erneut von Marc Stachel synchronisiert. In der Netflix-Serie Sonic Prime (2022–2024) übernahm erstmals Jan Makino, der zuvor in Sonic X bereits Shadow the Hedgehog sprach, diese Rolle.
| Deutsche Synchronsprecher von Sonic the Hedgehog | Deutsche Synchronsprecher von Sonic the Hedgehog | Deutsche Synchronsprecher von Sonic the Hedgehog | Deutsche Synchronsprecher von Sonic the Hedgehog   |
| Zeitraum                                         | Synchronsprecher                                 | Erstmals                                         | Letztmals                                          |
| ------------------------------------------------ | ------------------------------------------------ | ------------------------------------------------ | -------------------------------------------------- |
| 1995–1996                                        | Simon Jäger                                      | Sonic der irre Igel (1993–1996)                  | Sonic SatAM (1993–1994)                            |
| 2001, 2012–2019                                  | Tobias Müller                                    | Sonic Underground (1999)                         | OK K.O.! Neue Helden braucht die Welt (2019, Ep95) |
| 2022–2024                                        | Jan Makino                                       | Sonic Prime (2022–2024)                          | Sonic Prime (2022–2024)                            |
| seit 2004 bis heute                              | Marc Stachel                                     | Sonic X (2003–2005)                              | Sonic X Shadow Generations (2024)                  |
| seit 2020 bis heute                              | Julien Bam                                       | Sonic the Hedgehog (2020)                        | Sonic the Hedgehog 3 (2024)                        |

## Videospielauftritte
Sonic the Hedgehog ist aufgrund der Vielzahl an seinen eigenen Videospielen und aufgrund der zahlreichen Cameo-Gastauftritten einer der meistauftretenden Videospielcharaktere. Von Beginn verfolgte Sega die Medienstrategie, Sonic in möglichst vielen, anderen Videospielen hintergründig oder nebensächlich einbauen zu lassen, um seine Popularität zu steigern. Dadurch debütierte Sonic nicht in seinem eigenen Spiel, sondern war zuvor in drei anderen Videospielen zuvor aufgetreten: Im Arcade-Spiel Rad Mobile (1990), welches ein Rennspiel aus der Sicht innerhalb eines Rennautos darstellte, war Sonic dauerhaft als kleines Kuscheltier am Rückspiegel baumelnd sichtbar. Erst nach seinen ersten drei Gastauftritten in Rad Mobile (3. Oktober 1990 für Arcade), The Adventures of Quik & Silva (10. Mai 1991 für Amiga und Atari ST) und Puzzle Construction (31. Mai 1991 für Sega Tera Drive) erschien am 23. Juni 1991 das erste Sonic the Hedgehog (1991) in Europa und Nordamerika für das Sega Mega Drive (Sega Genesis), gefolgt von der Veröffentlichung in Japan am 26. Juli 1991.
Neben seinem mustergültigen Auftritt auf dem Sega Mega Drive waren weitere Versionen für andere Systeme in Entwicklung, letztendlich wurden jedoch nur Segas 8-Bit-Konsolen Sega Master System und Sega Game Gear mit einer angepassten Version, Sonic the Hedgehog (8-Bit) (1991), bedacht. Zuvor geplante Umsetzungen für Systeme wie Amiga oder Atari ST wurden abgesagt. Stets begleitet von weiteren Cameo-Auftritten erschienen Puzzlespiele wie Sonic Eraser (1991) oder erste Arcade-Spielhallenautomaten. Im November 1992 kamen die Master-System- und Game-Gear-Versionen von Sonic the Hedgehog 2 (8-Bit) (1992) dem groß angekündigten Vorbild Sonic the Hedgehog 2 (1992) für das Sega Mega Drive, welches den neuen Charakter Miles Tails Prower etablierte, zuvor. Es folgten zahlreiche hauseigene Spiele und Gastauftritte von Sonic auf dem Sega Mega Drive, Sega Master System, Sega Game Gear, Sega Mega-CD und Sega Saturn, darunter Sonic the Hedgehog CD (1993), welches Amy Rose und Metal Sonic einführte, Sonic the Hedgehog Spinball (1993), Sonic the Hedgehog 3 (1994), in dem Knuckles the Echidna debütierte und Sonic & Knuckles (1994). In den beiden zur Sonic-Serie gehörenden Tails-Spielen für Sega Game Gear, Tails’ Skypatrol (1995) sowie Tails Adventure (1995), und in Dr. Robotnik’s Mean Bean Machine hatte der Charakter Sonic selbst keinen Auftritt. In Knuckles’ Chaotix (1995) hingegen ist Sonic kurz zu sehen.
Mit Sonic Adventure (1998) erhielt Sonic ein kleines Redesign und mit Juni'chi Kanemaru seinen langjährigen, japanischen Originalsprecher. Auch nachdem Sega zum Dritthersteller wurde, rissen weder die Spiele, noch die zahllosen Sonic-Gastauftritte in anderen Spielen, ab sofort auf allen denkbaren Systemen, ab. Durch den Mobilemarkt kamen viele weitere Auftritte zustande. Sonic ist seitdem in jedem Sonic-Spiel vertreten und stellt in vielen, anderen Spielen sich selbst als Charakter oder auch Sonic-Kostüme (z. B. in Mario Kart 8 (2014), Fall Guys (2020)) zur Verfügung. Die nachfolgende Liste enthält alle bekannten Videospielauftritte, die den Charakter Sonic the Hedgehog, sowie Kostüme oder Illustrationen von Sonic beinhalten. Einfache Referenzen, Erwähnungen oder eindeutige Easter Eggs (z. B. in Donkey Kong Country 2: Diddy’s Kong Quest (1995), Grand Theft Auto V (2012)), sind nicht hier, aber in der Liste der Sonic-the-Hedgehog-Gastauftritte aufgeführt. Weniger eindeutige Anlehnungen, wie beispielsweise andere blaue Igel mit roten Schuhen, sind nicht aufgeführt.
| Videospielauftritte von Sonic the Hedgehog | Videospielauftritte von Sonic the Hedgehog                   | Videospielauftritte von Sonic the Hedgehog                     | Videospielauftritte von Sonic the Hedgehog |
| Jahr                                       | Videospiel                                                   | Ursprüngliches System                                          | Rolle                                      |
| ------------------------------------------ | ------------------------------------------------------------ | -------------------------------------------------------------- | ------------------------------------------ |
| 1990                                       | Rad Mobile                                                   | Arcade                                                         | Cameo-Gastauftritt                         |
| 1991                                       | The Adventures of Quik and Silva                             | Amiga, Atari ST                                                | Cameo-Gastauftritt                         |
| 1991                                       | Puzzle Construction                                          | Sega Tera Drive                                                | Cameo-Gastauftritt                         |
| 1991                                       | Sonic the Hedgehog                                           | Sega Mega Drive                                                | Hauptcharakter                             |
| 1991                                       | Sports Talk Baseball                                         | Sega Mega Drive                                                | Cameo-Gastauftritt                         |
| 1991                                       | Sonic the Hedgehog (8-Bit)                                   | Sega Master System, Sega Game Gear                             | Hauptcharakter                             |
| 1991                                       | Joe Montana II: Sports Talk Football                         | Sega Mega Drive                                                | Cameo-Gastauftritt                         |
| 1991                                       | Sonic Eraser                                                 | Sega Mega Drive                                                | Hauptcharakter                             |
| 1991                                       | Waku Waku Sonic Patrol Car                                   | Arcade                                                         | Hauptcharakter                             |
| 1991                                       | Art Alive!                                                   | Sega Mega Drive                                                | Cameo-Gastauftritt                         |
| 1992                                       | Wally wo Sagase                                              | Arcade                                                         | Cameo-Gastauftritt                         |
| 1992                                       | Ayrton Senna's Super Monaco GP II                            | Sega Mega Drive                                                | Cameo-Gastauftritt                         |
| 1992                                       | Tom & Jerry: The Movie                                       | Sega Master System, Sega Game Gear                             | Cameo-Gastauftritt                         |
| 1992                                       | Sonic the Hedgehog 2 (8-Bit)                                 | Sega Master System, Sega Game Gear                             | Hauptcharakter                             |
| 1992                                       | Pro Yakyuu Super League CD                                   | Sega Mega-CD                                                   | Cameo-Gastauftritt                         |
| 1992                                       | Zool                                                         | Sega Mega Drive, Super Nintendo Entertainment System, Amiga    | Cameo-Gastauftritt                         |
| 1992                                       | Sonic the Hedgehog 2                                         | Sega Mega Drive                                                | Hauptcharakter                             |
| 1992                                       | The Majors: Pro Baseball                                     | Sega Game Gear                                                 | Cameo-Gastauftritt                         |
| 1992                                       | Sega GamePack 4 in 1                                         | Sega Game Gear                                                 | Cameo-Gastauftritt                         |
| 1992                                       | Sega Multimedia Studio: Sega CD Demo                         | Sega Mega-CD                                                   | Cameo-Gastauftritt                         |
| 1993                                       | J. League Pro Striker                                        | Sega Mega Drive                                                | Cameo-Gastauftritt                         |
| 1993                                       | Ranger-X                                                     | Sega Mega Drive                                                | Cameo-Gastauftritt                         |
| 1993                                       | OutRunners                                                   | Sega Mega Drive, Arcade                                        | Cameo-Gastauftritt                         |
| 1993                                       | SegaSonic the Hedgehog                                       | Arcade                                                         | Hauptcharakter                             |
| 1993                                       | Sonic the Hedgehog CD                                        | Sega Mega-CD, PC                                               | Hauptcharakter                             |
| 1993                                       | The Amazing Spider-Man vs. The Kingpin                       | Sega Mega-CD                                                   | Cameo-Gastauftritt                         |
| 1993                                       | Shining Force II                                             | Sega Mega Drive                                                | Cameo-Gastauftritt                         |
| 1993                                       | Sonic the Hedgehog Chaos                                     | Sega Master System, Sega Game Gear                             | Hauptcharakter                             |
| 1993                                       | Wimbledon Championship Tennis                                | Sega Mega Drive                                                | Cameo-Gastauftritt                         |
| 1993                                       | Sonic the Hedgehog Spinball                                  | Sega Mega Drive, Sega Master System, Sega Game Gear            | Hauptcharakter                             |
| 1993                                       | Sega Sonic Cosmo Fighter Galaxy Patrol                       | Arcade                                                         | Hauptcharakter                             |
| 1993                                       | F-1                                                          | Sega Master System                                             | Cameo-Gastauftritt                         |
| 1993                                       | Ultimate Soccer                                              | Sega Mega Drive, Sega Master System, Sega Game Gear            | Cameo-Gastauftritt                         |
| 1993                                       | Crazy Faces                                                  | Sega Game Gear                                                 | Cameo-Gastauftritt                         |
| 1994                                       | Sonic the Hedgehog 3                                         | Sega Mega Drive                                                | Hauptcharakter                             |
| 1994                                       | Streets of Rage 3                                            | Sega Mega Drive                                                | Cameo-Gastauftritt                         |
| 1994                                       | Sonic Drift                                                  | Sega Game Gear                                                 | Spielbarer Charakter                       |
| 1994                                       | Wacky Worlds Creativity Studio                               | Sega Mega Drive, PC                                            | Nebencharakter                             |
| 1994                                       | Daytona USA                                                  | Sega Saturn, PC, Arcade                                        | Cameo-Gastauftritt                         |
| 1994                                       | Popful Mail                                                  | Sega Mega-CD                                                   | Cameo-Gastauftritt                         |
| 1994                                       | Formula One World Championship: Beyond the Limit             | Sega Mega-CD                                                   | Cameo-Gastauftritt                         |
| 1994                                       | Torarete Tamaruka!?                                          | Sega Game Gear                                                 | Cameo-Gastauftritt                         |
| 1994                                       | Tails und der Musikant                                       | Sega Pico                                                      | Nebencharakter                             |
| 1994                                       | Mega Turrican                                                | Sega Mega Drive                                                | Cameo-Gastauftritt                         |
| 1994                                       | Crusader of Centy                                            | Sega Mega Drive                                                | Cameo-Gastauftritt                         |
| 1994                                       | Jazz Jackrabbit                                              | PC                                                             | Cameo-Gastauftritt                         |
| 1994                                       | Sonic the Hedgehog’s Gameworld                               | Sega Pico                                                      | Hauptcharakter                             |
| 1994                                       | Pro Yakyuu GG League '94                                     | Sega Game Gear                                                 | Cameo-Gastauftritt                         |
| 1994                                       | Sonic the Hedgehog Triple Trouble                            | Sega Game Gear                                                 | Hauptcharakter                             |
| 1994                                       | Sonic & Knuckles                                             | Sega Mega Drive                                                | Hauptcharakter                             |
| 1994                                       | Sega Channel                                                 | Sega Mega Drive                                                | Cameo-Gastauftritt                         |
| 1994                                       | Gale Racer                                                   | Sega Saturn                                                    | Cameo-Gastauftritt                         |
| 1994                                       | Super Power League 2                                         | Super Nintendo Entertainment System                            | Cameo-Gastauftritt                         |
| 1994                                       | Megalopolis: Tokyo City Battle                               | Arcade                                                         | Cameo-Gastauftritt                         |
| 1995                                       | Metal Head                                                   | Sega 32X                                                       | Cameo-Gastauftritt                         |
| 1995                                       | Knuckles’ Chaotix                                            | Sega 32X                                                       | Kurzauftritt                               |
| 1995                                       | Sonic Drift Racing                                           | Sega Game Gear                                                 | Spielbarer Charakter                       |
| 1995                                       | Virtua Striker                                               | Arcade                                                         | Cameo-Gastauftritt                         |
| 1995                                       | Clockwork Knight 2                                           | Sega Saturn                                                    | Cameo-Gastauftritt                         |
| 1995                                       | Sonic Compilation                                            | Sega Mega Drive                                                | Hauptcharakter                             |
| 1995                                       | Bug!                                                         | Sega Saturn, PC                                                | Cameo-Gastauftritt                         |
| 1995                                       | Cool Riders                                                  | Arcade                                                         | Cameo-Gastauftritt                         |
| 1995                                       | Sonic Labyrinth                                              | Sega Game Gear                                                 | Hauptcharakter                             |
| 1995                                       | Sonic 2 in 1                                                 | Sega Game Gear                                                 | Hauptcharakter                             |
| 1995                                       | Fighting Vipers                                              | Sega Saturn, Arcade                                            | Cameo-Gastauftritt                         |
| 1995                                       | Virtua Fighter 2                                             | Sega Saturn                                                    | Cameo-Gastauftritt                         |
| 1995                                       | Paradise Heights 2                                           | PC                                                             | Cameo-Gastauftritt                         |
| 1995                                       | A Hard Day's Night                                           | NEC-PC-98                                                      | Cameo-Gastauftritt                         |
| 1996                                       | Omakase! Savers                                              | Sega Saturn                                                    | Cameo-Gastauftritt                         |
| 1996                                       | Sonic the Fighters                                           | Arcade                                                         | Spielbarer Charakter                       |
| 1996                                       | Last Bronx                                                   | Sega Saturn, PC, Arcade                                        | Cameo-Gastauftritt                         |
| 1996                                       | Neko Daisuki!                                                | Sega Game Gear                                                 | Cameo-Gastauftritt                         |
| 1996                                       | WaveRunner                                                   | Arcade                                                         | Cameo-Gastauftritt                         |
| 1996                                       | Sonic 3D: Flickies’ Island                                   | Sega Saturn, Sega Mega Drive, PC                               | Hauptcharakter                             |
| 1996                                       | Sonic Blast                                                  | Sega Master System, Sega Game Gear                             | Hauptcharakter                             |
| 1996                                       | Sonic’s Schoolhouse                                          | PC                                                             | Hauptcharakter                             |
| 1996                                       | Christmas NiGHTS                                             | Sega Saturn                                                    | Spielbarer Charakter                       |
| 1996                                       | Sega Ski Super G                                             | Arcade                                                         | Cameo-Gastauftritt                         |
| 1996                                       | Sega Super GT / Scud Race                                    | Arcade                                                         | Cameo-Gastauftritt                         |
| 1997                                       | Sonic & Knuckles Collection                                  | PC                                                             | Hauptcharakter                             |
| 1997                                       | Sonic Jam                                                    | Sega Saturn                                                    | Hauptcharakter                             |
| 1997                                       | Le Mans 24                                                   | Arcade                                                         | Cameo-Gastauftritt                         |
| 1997                                       | Motor Raid                                                   | Arcade                                                         | Cameo-Gastauftritt                         |
| 1997                                       | Sonic R                                                      | Sega Saturn, PC                                                | Spielbarer Charakter                       |
| 1997                                       | Sega Bass Fishing                                            | Sega Dreamcast, PC, Arcade                                     | Cameo-Gastauftritt                         |
| 1997                                       | Harley-Davidson & L.A. Riders                                | Arcade                                                         | Cameo-Gastauftritt                         |
| 1997                                       | Neon Genesis Evangelion: Girlfriend of Steel                 | PlayStation, Sega Saturn, PC                                   | Cameo-Gastauftritt                         |
| 1998                                       | Sonic Jam                                                    | Game.com                                                       | Hauptcharakter                             |
| 1998                                       | Sega Saturn de Hakken!! Tamagotchi Park                      | Sega Saturn                                                    | Cameo-Gastauftritt                         |
| 1998                                       | Burning Rangers                                              | Sega Saturn                                                    | Cameo-Gastauftritt                         |
| 1998                                       | Spike Out                                                    | Arcade                                                         | Cameo-Gastauftritt                         |
| 1998                                       | Dirt Devils                                                  | Arcade                                                         | Cameo-Gastauftritt                         |
| 1998                                       | Sonic Adventure                                              | Sega Dreamcast                                                 | Hauptcharakter                             |
| 1998                                       | L.A. Machineguns: Rage of the Machines                       | Arcade                                                         | Cameo-Gastauftritt                         |
| 1999                                       | Sega Smash Pack                                              | PC                                                             | Spielbarer Charakter                       |
| 1999                                       | Toy Commander                                                | Sega Dreamcast                                                 | Cameo-Gastauftritt                         |
| 1999                                       | Pac-Man World                                                | PlayStation                                                    | Cameo-Gastauftritt                         |
| 1999                                       | NBA 2K                                                       | Sega Dreamcast                                                 | Cameo-Gastauftritt                         |
| 1999                                       | Sonic the Hedgehog Pocket Adventure                          | Neo Geo Pocket Color                                           | Hauptcharakter                             |
| 1999                                       | Shenmue                                                      | Sega Dreamcast                                                 | Cameo-Gastauftritt                         |
| 1999                                       | Derby Owners Club                                            | Arcade                                                         | Cameo-Gastauftritt                         |
| 2000                                       | Super Postal                                                 | PC                                                             | Cameo-Gastauftritt                         |
| 2000                                       | Jet Set Radio                                                | Sega Dreamcast                                                 | Cameo-Gastauftritt                         |
| 2000                                       | Sonic Shuffle                                                | Sega Dreamcast                                                 | Spielbarer Charakter                       |
| 2000                                       | Phantasy Star Online                                         | Sega Dreamcast                                                 | Cameo-Gastauftritt                         |
| 2000                                       | Sega Smash Pack 2                                            | PC                                                             | Spielbarer Charakter                       |
| 2001                                       | Alien Front Online                                           | Sega Dreamcast, PC                                             | Cameo-Gastauftritt                         |
| 2001                                       | Sega Smash Pack Volume 1                                     | Sega Dreamcast                                                 | Cameo-Gastauftritt                         |
| 2001                                       | Segagaga                                                     | Sega Dreamcast                                                 | Nebencharakter                             |
| 2001                                       | Virtua Striker 3                                             | Nintendo GameCube, Arcade                                      | Spielbarer Charakter                       |
| 2001                                       | Sonic Adventure 2                                            | Sega Dreamcast                                                 | Hauptcharakter                             |
| 2001                                       | Shenmue II                                                   | Sega Dreamcast                                                 | Cameo-Gastauftritt                         |
| 2001                                       | Sonic Adventure 2 Battle                                     | Nintendo GameCube                                              | Hauptcharakter                             |
| 2001                                       | Sonic Advance                                                | Game Boy Advance                                               | Hauptcharakter                             |
| 2001                                       | Sonic Tennis                                                 | Mobile                                                         | Spielbarer Charakter                       |
| 2001                                       | Sonic's Napoleon                                             | Mobile                                                         | Hauptcharakter                             |
| 2001                                       | Beach Spikers Virtua Beach Volleyball                        | Nintendo GameCube, Arcade                                      | Cameo-Gastauftritt                         |
| 2002                                       | Sonic Golf                                                   | Mobile                                                         | Spielbarer Charakter                       |
| 2002                                       | Sonic Fishing                                                | Mobile                                                         | Spielbarer Charakter                       |
| 2002                                       | Sonic Billiards                                              | Mobile                                                         | Spielbarer Charakter                       |
| 2002                                       | Sonic Bowling                                                | Mobile                                                         | Spielbarer Charakter                       |
| 2002                                       | Virtua Fighter 4: Evolution                                  | PlayStation 2, Arcade                                          | Spielbarer Charakter                       |
| 2002                                       | Sega Smash Pack                                              | Game Boy Advance                                               | Spielbarer Charakter                       |
| 2002                                       | Sonic's Mine Sweeper                                         | Mobile                                                         | Hauptcharakter                             |
| 2002                                       | Sonic Mega Collection                                        | Nintendo GameCube                                              | Hauptcharakter                             |
| 2002                                       | Sonic Racing Shift Up                                        | Mobile                                                         | Spielbarer Charakter                       |
| 2002                                       | Sonic Advance 2                                              | Game Boy Advance                                               | Hauptcharakter                             |
| 2002                                       | Speed                                                        | Mobile                                                         | Spielbarer Charakter                       |
| 2003                                       | Sonic Putter                                                 | Mobile                                                         | Spielbarer Charakter                       |
| 2003                                       | Virtua Cop 3                                                 | Arcade                                                         | Cameo-Gastauftritt                         |
| 2003                                       | Sonic Darts                                                  | Mobile                                                         | Hauptcharakter                             |
| 2003                                       | Sonic Pinball Party                                          | Mobile                                                         | Hauptcharakter                             |
| 2003                                       | Sonic Adventure DX: Director’s Cut                           | Nintendo GameCube, PC                                          | Hauptcharakter                             |
| 2003                                       | Sonic Racing Kart                                            | Mobile                                                         | Spielbarer Charakter                       |
| 2003                                       | Billy Hatcher and the Giant Egg                              | Nintendo GameCube, PC                                          | Spielbarer Charakter                       |
| 2003                                       | Sonic N                                                      | Nokia N-Gage                                                   | Spielbarer Charakter                       |
| 2003                                       | Sonic Reversi                                                | Mobile                                                         | Spielbarer Charakter                       |
| 2003                                       | Sonic Battle                                                 | Game Boy Advance                                               | Spielbarer Charakter                       |
| 2003                                       | Sonic Hopping                                                | Mobile                                                         | Spielbarer Charakter                       |
| 2003                                       | Sonic Heroes                                                 | Nintendo GameCube, PlayStation 2, Xbox                         | Spielbarer Charakter                       |
| 2004                                       | Sonic Hopping 2                                              | Mobile                                                         | Spielbarer Charakter                       |
| 2004                                       | Sonic X: A Super Sonic Hero                                  | Game Boy Advance                                               | Hauptcharakter                             |
| 2004                                       | Sonic Advance 3                                              | Game Boy Advance                                               | Hauptcharakter                             |
| 2004                                       | Sonic Hearts                                                 | Mobile                                                         | Hauptcharakter                             |
| 2004                                       | Virtua Quest                                                 | Nintendo GameCube, PlayStation 2                               | Cameo-Gastauftritt                         |
| 2004                                       | Sonic Panel Puzzle                                           | Mobile                                                         | Hauptcharakter                             |
| 2004                                       | Sega Superstars                                              | PlayStation 2                                                  | Spielbarer Charakter                       |
| 2004                                       | Sonic Gammon                                                 | Mobile                                                         | Hauptcharakter                             |
| 2004                                       | Sonic Mega Collection Plus                                   | PlayStation 2, Xbox, PC                                        | Hauptcharakter                             |
| 2004                                       | Feel the Magic: XY/XX / Project Rub                          | Nintendo DS                                                    | Cameo-Gastauftritt                         |
| 2005                                       | Sonic's Millionaires                                         | Mobile                                                         | Hauptcharakter                             |
| 2005                                       | Sonic Jump (2005)                                            | Mobile                                                         | Hauptcharakter                             |
| 2005                                       | Sonic X                                                      | Leapfrog Leapster                                              | Hauptcharakter                             |
| 2005                                       | Sonic Gems Collection                                        | Nintendo GameCube, PlayStation 2                               | Hauptcharakter                             |
| 2005                                       | Sonic Kart 3D X                                              | Mobile                                                         | Spielbarer Charakter                       |
| 2005                                       | Sonic Rush                                                   | Nintendo DS                                                    | Hauptcharakter                             |
| 2005                                       | Shadow the Hedgehog                                          | Nintendo GameCube, PlayStation 2, Xbox                         | Nebencharakter                             |
| 2006                                       | Sonic Riders                                                 | Nintendo GameCube, PlayStation 2, Xbox, PC                     | Hauptcharakter                             |
| 2006                                       | OutRun 2006: Coast 2 Coast                                   | PlayStation 2, PlayStation Portable, Xbox                      | Cameo-Gastauftritt                         |
| 2006                                       | Asterix & Obelix XXL 2: Mission Las Vegum                    | PlayStation 2, PlayStation Portable, Xbox                      | Cameo-Gastauftritt                         |
| 2006                                       | Virtua Fighter 5                                             | PlayStation 3, Xbox 360, Arcade                                | Cameo-Gastauftritt                         |
| 2006                                       | Phantasy Star Universe                                       | PlayStation 2, Xbox 360, PC                                    | Cameo-Gastauftritt                         |
| 2006                                       | Sonic the Hedgehog                                           | PlayStation 3, Xbox 360                                        | Hauptcharakter                             |
| 2006                                       | Sonic the Hedgehog Genesis                                   | Game Boy Advance                                               | Hauptcharakter                             |
| 2006                                       | Sonic Rivals                                                 | PlayStation Portable                                           | Hauptcharakter                             |
| 2006                                       | Sega Mega Drive Collection                                   | PlayStation 2, PlayStation Portable                            | Hauptcharakter                             |
| 2006                                       | Puyo Puyo!! 15th Anniversary                                 | Wii, Nintendo DS, PlayStation 2, PlayStation Portable          | Cameo-Gastauftritt                         |
| 2006                                       | Sonic Golf 3D                                                | Mobile                                                         | Hauptcharakter                             |
| 2006                                       | Sonic's 7 Narabe                                             | Mobile                                                         | Hauptcharakter                             |
| 2006                                       | Speed DX                                                     | Mobile                                                         | Spielbarer Charakter                       |
| 2007                                       | Sonic und die Geheimen Ringe                                 | Wii                                                            | Hauptcharakter                             |
| 2007                                       | Sonic Rush Adventure                                         | Nintendo DS                                                    | Hauptcharakter                             |
| 2007                                       | Sega Rally Revo                                              | PlayStation 3, PlayStation Portable, Xbox 360, PC              | Cameo-Gastauftritt                         |
| 2007                                       | Die Simpsons – Das Spiel                                     | Wii, Nintendo DS, PS3, PS2, PSP, Xbox 360, PC                  | Cameo-Gastauftritt                         |
| 2007                                       | Mario & Sonic bei den Olympischen Spielen                    | Wii, Nintendo DS                                               | Spielbarer Charakter                       |
| 2007                                       | Sonic Rivals 2                                               | PlayStation Portable                                           | Hauptcharakter                             |
| 2007                                       | Sonic Speed DX                                               | Mobile                                                         | Spielbarer Charakter                       |
| 2007                                       | Sonic Reversi Hyper                                          | Mobile                                                         | Spielbarer Charakter                       |
| 2007                                       | Sonic's Time Limit Train                                     | Mobile                                                         | Hauptcharakter                             |
| 2007                                       | Sonic Casino Poker                                           | Mobile                                                         | Hauptcharakter                             |
| 2008                                       | Sonic Riders: Zero Gravity                                   | Wii, PlayStation 2                                             | Spielbarer Charakter                       |
| 2008                                       | Sega Superstars Tennis                                       | Wii, Nintendo DS, PlayStation 3, Xbox 360                      | Spielbarer Charakter                       |
| 2008                                       | Sonic Jump 2                                                 | Mobile                                                         | Hauptcharakter                             |
| 2008                                       | The Incredible Hulk                                          | Wii, PlayStation 3, PlayStation 2, Xbox 360, PC                | Cameo-Gastauftritt                         |
| 2008                                       | Sonic bei den Olympischen Spielen                            | Mobile                                                         | Spielbarer Charakter                       |
| 2008                                       | Samba de Amigo                                               | Wii                                                            | Cameo-Gastauftritt                         |
| 2008                                       | Sonic Chronicles: Die Dunkle Bruderschaft                    | Nintendo DS                                                    | Hauptcharakter                             |
| 2008                                       | LittleBigPlanet                                              | PlayStation 3                                                  | Cameo-Gastauftritt                         |
| 2008                                       | R-Tuned: Ultimate Street Racing                              | Arcade                                                         | Cameo-Gastauftritt                         |
| 2008                                       | Sonic Unleashed                                              | Wii, PlayStation 3, PlayStation 2, Xbox 360                    | Spielbarer Charakter                       |
| 2008                                       | Sonic the Hedgehog                                           | Leapfrog Didj                                                  | Spielbarer Charakter                       |
| 2008                                       | Taiko no Tatsujin                                            | Mobile                                                         | Cameo-Gastauftritt                         |
| 2009                                       | Sega Mega Drive Ultimate Collection                          | PlayStation 3, Xbox 360                                        | Spielbarer Charakter                       |
| 2009                                       | Yakuza 3                                                     | PlayStation 3                                                  | Spielbarer Charakter                       |
| 2009                                       | Sonic und der Schwarze Ritter                                | Wii                                                            | Hauptcharakter                             |
| 2009                                       | Hatsune Miku: Project DIVA                                   | PlayStation Portable                                           | Cameo-Gastauftritt                         |
| 2009                                       | Mario & Sonic bei den Olympischen Winterspielen              | Wii, Nintendo DS                                               | Spielbarer Charakter                       |
| 2009                                       | Phantasy Star Portable 2                                     | PlayStation Portable                                           | Cameo-Gastauftritt                         |
| 2009                                       | Sonic PC Collection                                          | PC                                                             | Spielbarer Charakter                       |
| 2010                                       | Valkyria Chronicles II                                       | PlayStation Portable                                           | Cameo-Gastauftritt                         |
| 2010                                       | Sonic bei den Olympischen Winterspielen                      | Mobile                                                         | Spielbarer Charakter                       |
| 2010                                       | Sonic & Sega All-Stars Racing                                | Wii, Nintendo DS, PlayStation 3, Xbox 360, Arcade              | Spielbarer Charakter                       |
| 2010                                       | Sonic Classic Collection                                     | Nintendo DS                                                    | Spielbarer Charakter                       |
| 2010                                       | Hyperdimension Neptunia                                      | PlayStation 3, PlayStation Vita, PC                            | Cameo-Gastauftritt                         |
| 2010                                       | Sonic the Hedgehog 4: Episode I                              | Wii, PlayStation 3, Xbox 360, Ouya, PC, Mobile                 | Hauptcharakter                             |
| 2010                                       | Sonic Free Riders                                            | Xbox 360                                                       | Spielbarer Charakter                       |
| 2010                                       | Sonic Colours                                                | Wii, Nintendo DS                                               | Hauptcharakter                             |
| 2010                                       | Hatsune Miku: Project DIVA Arcade                            | Arcade                                                         | Cameo-Gastauftritt                         |
| 2011                                       | Dreamcast Collection                                         | Xbox 360, PC                                                   | Spielbarer Charakter                       |
| 2011                                       | Spiral Knights                                               | PlayStation 3, Xbox 360                                        | Spielbarer Charakter                       |
| 2011                                       | Puyo Puyo!! 20th Anniversary                                 | Wii, Nintendo 3DS, Nintendo DS, PlayStation Portable           | Cameo-Gastauftritt                         |
| 2011                                       | Sonic Freehand / Sonic the Sketchhog                         | Mobile                                                         | Hauptcharakter                             |
| 2011                                       | Sonic Generations                                            | PlayStation 3, Xbox 360, PC                                    | Hauptcharakter                             |
| 2011                                       | Mario & Sonic bei den Olympischen Spielen London 2012        | Wii, Nintendo 3DS                                              | Spielbarer Charakter                       |
| 2011                                       | Hatsune Miku: Project DIVA Extend                            | PlayStation Portable                                           | Spielbarer Charakter                       |
| 2012                                       | Farm Hokkorina                                               | Mobile                                                         | Cameo-Gastauftritt                         |
| 2012                                       | Samurai & Dragons                                            | PlayStation Vita                                               | Cameo-Gastauftritt                         |
| 2012                                       | Sonic the Hedgehog 4: Episode II                             | PlayStation 3, Xbox 360, Ouya, PC, Mobile                      | Hauptcharakter                             |
| 2012                                       | Super Monkey Ball: Banana Splitz                             | PlayStation Vita                                               | Cameo-Gastauftritt                         |
| 2012                                       | Phantasy Star Online 2                                       | PC                                                             | Spielbarer Charakter                       |
| 2012                                       | Sonic Jump (2012)                                            | Mobile                                                         | Spielbarer Charakter                       |
| 2012                                       | Candy Crush Saga                                             | PC, Mobile                                                     | Cameo-Gastauftritt                         |
| 2012                                       | Sonic & All-Stars Racing Transformed                         | Wii U, Nintendo 3DS, PlayStation 3, PlayStation Vita, Xbox 360 | Spielbarer Charakter                       |
| 2012                                       | Fun Run                                                      | Mobile                                                         | Cameo-Gastauftritt                         |
| 2013                                       | Sonic Dash                                                   | Mobile                                                         | Spielbarer Charakter                       |
| 2013                                       | Puyo Puyo Quest                                              | Mobile                                                         | Cameo-Gastauftritt                         |
| 2013                                       | Sonic Athletics                                              | Arcade                                                         | Spielbarer Charakter                       |
| 2013                                       | 3D Sonic the Hedgehog                                        | Nintendo 3DS                                                   | Hauptcharakter                             |
| 2013                                       | Chain Chronicle                                              | Mobile                                                         | Cameo-Gastauftritt                         |
| 2013                                       | Sonic Ghost Shooting                                         | Arcade                                                         | Hauptcharakter                             |
| 2013                                       | Sonic Lost World                                             | Wii U, Nintendo 3DS                                            | Hauptcharakter                             |
| 2013                                       | Mario & Sonic bei den Olympischen Winterspielen Sotschi 2014 | Wii U                                                          | Spielbarer Charakter                       |
| 2013                                       | Sonic Brain Ranking                                          | Arcade                                                         | Hauptcharakter                             |
| 2013                                       | Gran Turismo 6                                               | PlayStation 3                                                  | Cameo-Gastauftritt                         |
| 2014                                       | Puyo Puyo Tetris                                             | Wii U, Nintendo 3DS, PlayStation 4, PS3, PSVita, Xbox 360, PC  | Spielbarer Charakter                       |
| 2014                                       | Dengeki Bunko: Fighting Climax                               | Arcade                                                         | Cameo-Gastauftritt                         |
| 2014                                       | Dragon Coins                                                 | Mobile                                                         | Cameo-Gastauftritt                         |
| 2014                                       | Mario Kart 8                                                 | Wii U                                                          | Cameo-Gastauftritt                         |
| 2014                                       | Sonic Jump Fever                                             | Mobile                                                         | Spielbarer Charakter                       |
| 2014                                       | Super Smash Bros. for Nintendo 3DS                           | Nintendo 3DS                                                   | Spielbarer Charakter                       |
| 2014                                       | Sonic Boom: Lyrics Aufstieg                                  | Wii U                                                          | Hauptcharakter                             |
| 2014                                       | Sonic Boom: Der zerbrochene Kristall                         | Nintendo 3DS                                                   | Hauptcharakter                             |
| 2014                                       | Dengeki Bunko: Fighting Climax Ignition                      | PlayStation 4, PlayStation 3, PlayStation Vita                 | Cameo-Gastauftritt                         |
| 2014                                       | Super Smash Bros. for Wii U                                  | Wii U                                                          | Spielbarer Charakter                       |
| 2014                                       | Hero Bank 2                                                  | Nintendo 3DS                                                   | Cameo-Gastauftritt                         |
| 2014                                       | Action Henk                                                  | PlayStation 4, Xbox One, PC                                    | Cameo-Gastauftritt                         |
| 2015                                       | Monster Hunter 4 Ultimate                                    | Nintendo 3DS                                                   | Cameo-Gastauftritt                         |
| 2015                                       | Sonic Runners                                                | Mobile                                                         | Spielbarer Charakter                       |
| 2015                                       | Yoshi’s Woolly World                                         | Wii U                                                          | Cameo-Gastauftritt                         |
| 2015                                       | 3D Sonic the Hedgehog 2                                      | Nintendo 3DS                                                   | Hauptcharakter                             |
| 2015                                       | Super Mario Maker                                            | Wii U                                                          | Cameo-Gastauftritt                         |
| 2015                                       | Lego Dimensions                                              | Wii U, PlayStation 4, PlayStation 3, Xbox One, Xbox 360        | Spielbarer Charakter                       |
| 2015                                       | Sonic Dash 2: Sonic Boom                                     | Mobile                                                         | Spielbarer Charakter                       |
| 2015                                       | Project X Zone 2                                             | Nintendo 3DS                                                   | Cameo-Gastauftritt                         |
| 2015                                       | Sega 3D Classics Collection                                  | Nintendo 3DS                                                   | Spielbarer Charakter                       |
| 2015                                       | Hatsune Miku: Project Mirai DX                               | Nintendo 3DS                                                   | Cameo-Gastauftritt                         |
| 2015                                       | Angry Bird Epic                                              | Mobile                                                         | Cameo-Gastauftritt                         |
| 2016                                       | Yakuza Kiwami                                                | PlayStation 4, PlayStation 3, Xbox One, PC, Amazon Luna        | Cameo-Gastauftritt                         |
| 2016                                       | Mario & Sonic bei den Olympischen Spielen Rio 2016           | Wii U, Nintendo 3DS, Arcade                                    | Spielbarer Charakter                       |
| 2016                                       | Persona 5                                                    | PlayStation 4, PlayStation 3                                   | Cameo-Gastauftritt                         |
| 2016                                       | Sonic Boom: Feuer & Eis                                      | Nintendo 3DS                                                   | Hauptcharakter                             |
| 2016                                       | Pewdiepie's Tuber Simulator                                  | Mobile                                                         | Cameo-Gastauftritt                         |
| 2016                                       | Sega 3D Reprint Archives 3: Final Stage                      | Nintendo 3DS                                                   | Spielbarer Charakter                       |
| 2016                                       | Oculus Arcade                                                | Oculus Rift                                                    | Spielbarer Charakter                       |
| 2016                                       | Pac-Man                                                      | Mobile                                                         | Cameo-Gastauftritt                         |
| 2016                                       | Monster Super League                                         | Mobile                                                         | Cameo-Gastauftritt                         |
| 2016                                       | Monster Gear: Burst                                          | Mobile                                                         | Cameo-Gastauftritt                         |
| 2017                                       | Mario Kart 8 Deluxe                                          | Nintendo Switch                                                | Cameo-Gastauftritt                         |
| 2017                                       | Sonic Mania                                                  | Nintendo Switch, PlayStation 4, Xbox One, PC                   | Hauptcharakter                             |
| 2017                                       | Sonic Forces: Speed Battle                                   | Mobile                                                         | Spielbarer Charakter                       |
| 2017                                       | Sonic Forces                                                 | Nintendo Switch, PlayStation 4, Xbox One, PC                   | Hauptcharakter                             |
| 2017                                       | Sonic Runners Adventure                                      | Mobile                                                         | Spielbarer Charakter                       |
| 2018                                       | Sega Slots                                                   | Mobile                                                         | Nebencharakter                             |
| 2018                                       | D×2: Shin Megami Tensei Liberation                           | Mobile                                                         | Spielbarer Charakter                       |
| 2018                                       | Sega Mega Drive Classics                                     | Nintendo Switch, PlayStation 4, Xbox One, PC                   | Spielbarer Charakter                       |
| 2018                                       | Sonic Mania Plus                                             | Nintendo Switch, PlayStation 4, Xbox One, PC                   | Hauptcharakter                             |
| 2018                                       | Sega Heroes                                                  | Mobile                                                         | Spielbarer Charakter                       |
| 2018                                       | Two Point Hospital                                           | Nintendo Switch, PlayStation 4, Xbox One, PC, Amazon Luna      | Cameo-Gastauftritt                         |
| 2018                                       | Sega Ages: Sonic the Hedgehog                                | Nintendo Switch                                                | Hauptcharakter                             |
| 2018                                       | Daytona Championship USA                                     | Arcade, Mobile                                                 | Cameo-Gastauftritt                         |
| 2018                                       | Super Smash Bros. Ultimate                                   | Nintendo Switch                                                | Spielbarer Charakter                       |
| 2018                                       | Kyoutou Kotoba RPG Kotodaman                                 | Mobile                                                         | Cameo-Gastauftritt                         |
| 2019                                       | Dragon City                                                  | PC, Mobile                                                     | Cameo-Gastauftritt                         |
| 2019                                       | Team Sonic Racing                                            | Nintendo Switch, PlayStation 4, Xbox One, PC, Amazon Luna      | Spielbarer Charakter                       |
| 2019                                       | Sonic Racing                                                 | Mobile                                                         | Spielbarer Charakter                       |
| 2019                                       | Super Monkey Ball: Banana Blitz HD                           | Nintendo Switch, PlayStation 4, Xbox One, PC                   | Spielbarer Charakter                       |
| 2019                                       | Mario & Sonic bei den Olympischen Spielen Tokyo 2020         | Nintendo Switch, Arcade                                        | Spielbarer Charakter                       |
| 2019                                       | Fist of the North Star: Legends ReVIVE                       | Mobile                                                         | Spielbarer Charakter                       |
| 2020                                       | Sega Ages: Sonic the Hedgehog 2                              | Nintendo Switch, PlayStation 4, Xbox One, PC                   | Spielbarer Charakter                       |
| 2020                                       | Sonic bei den Olympischen Spielen Tokyo 2020                 | Mobile                                                         | Spielbarer Charakter                       |
| 2020                                       | Ninjala                                                      | Nintendo Switch                                                | Cameo-Gastauftritt                         |
| 2020                                       | Puyo Puyo Tetris 2                                           | Nintendo Switch, PS5, PS4, Xbox Series, Xbox One, PC           | Spielbarer Charakter                       |
| 2020                                       | Hatsune Miku: Project Diva Mega 39's                         | Nintendo Switch                                                | Cameo-Gastauftritt                         |
| 2020                                       | Hatsune Miku: Colorful Stage!                                | Mobile                                                         | Cameo-Gastauftritt                         |
| 2020                                       | KartRider Rush+                                              | Mobile                                                         | Spielbarer Charakter                       |
| 2021                                       | Monster Hunter Rise                                          | Nintendo Switch, PS5, PS4, Xbox Series, Xbox One, PC           | Cameo-Gastauftritt                         |
| 2021                                       | Sonic Colours: Ultimate                                      | Nintendo Switch, PS4, Xbox Series, Xbox One, PC, Amazon Luna   | Hauptcharakter                             |
| 2021                                       | Lost Judgement                                               | PS5, PS4, Xbox Series, Xbox One, PC, Amazon Luna               | Cameo-Gastauftritt                         |
| 2021                                       | Minecraft                                                    | Bedrock-Version Modifikation                                   | Spielbarer Charakter                       |
| 2021                                       | Tokyo 2020                                                   | Switch, PS4, Xbox Series, Xbox One, PC, Google Stadia          | Cameo-Gastauftritt                         |
| 2021                                       | Super Monkey Ball Banana Mania                               | Switch, PS5, PS4, Xbox Series, Xbox One, PC, Amazon Luna       | Spielbarer Charakter                       |
| 2021                                       | Picross S: Mega Drive & Master System Edition                | Nintendo Switch                                                | Cameo-Gastauftritt                         |
| 2021                                       | Cookie Run: Kingdom                                          | Mobile                                                         | Spielbarer Charakter                       |
| 2021                                       | Ulala: Idle Adventure                                        | Mobile                                                         | Spielbarer Charakter                       |
| 2022                                       | Sonic Speed Simulator                                        | PS5, PS4, Xbox Series, Xbox One, PC, Mobile                    | Spielbarer Charakter                       |
| 2022                                       | Sonic Origins                                                | PS5, PS4, Xbox Series, Xbox One, Switch, PC                    | Spielbarer Charakter                       |
| 2022                                       | Fall Guys                                                    | PS5, PS4, Xbox Series, Xbox One, Switch, PC                    | Cameo-Gastauftritt                         |
| 2022                                       | Sonic Frontiers                                              | PS5, PS4, Xbox Series, Xbox One, Switch, PC, Amazon Luna       | Spielbarer Charakter                       |
| 2022                                       | Nickverse                                                    | Roblox                                                         | Spielbarer Charakter                       |
| 2023                                       | Hyenas (Open Beta)                                           | PlayStation 5, PlayStation 4, Xbox Series, Xbox One, PC        | Cameo-Gastauftritt                         |
| 2023                                       | 404 Game Re:Set                                              | Mobile                                                         | Cameo-Gastauftritt                         |
| 2023                                       | The Murder of Sonic the Hedgehog                             | PC                                                             | Hauptcharakter                             |
| 2023                                       | Idol Showdown                                                | PC                                                             | Cameo-Gastauftritt                         |
| 2023                                       | Sonic Origins Plus                                           | Nintendo Switch, PS5, PS4, Xbox Series, Xbox One, PC           | Spielbarer Charakter                       |
| 2023                                       | Samba de Amigo: Party Central                                | Nintendo Switch, Apple Arcade, Meta Quest                      | Cameo-Gastauftritt                         |
| 2023                                       | Sonic Superstars                                             | Nintendo Switch, PS5, PS4, Xbox Series, Xbox One, PC           | Spielbarer Charakter                       |
| 2023                                       | Like a Dragon Gaiden: The Man Who Erased His Name            | PS5, PS4, Xbox Series, Xbox One, PC                            | Cameo-Gastauftritt                         |
| 2023                                       | Sonic Dream Team                                             | Apple Arcade                                                   | Spielbarer Charakter                       |
| 2024                                       | Super Monkey Ball: Banana Rumble                             | Nintendo Switch                                                | Spielbarer Charakter                       |
| 2024                                       | Fortress Saga: AFK RPG                                       | Mobile                                                         | Spielbarer Charakter                       |
| 2024                                       | Sonic X Shadow Generations                                   | Nintendo Switch, PS5, PS4, Xbox Series, Xbox One, PC           | Spielbarer Charakter                       |
| 2025                                       | Sonic Rumble                                                 | PC, Mobile                                                     | Spielbarer Charakter                       |

## Film und Fernsehen
Als Sega mit der Sonic-Videospielserie erste Erfolge verzeichnen konnte, wurde bald auch eine Zeichentrickserie angestrebt. Diese entstand von 1993 bis 1996 und wurde in Deutschland unter dem Titel Sonic der irre Igel auf Kabel 1 erstausgestrahlt. In insgesamt 66 Episoden wurde auf Slapstick-Humor gesetzt und die Geschichten einzelner Episoden hängen kaum zusammen. Schnell nach dem Start dieser Serie wurde seitens Sega auch der Wunsch nach einer Sonic-Fernsehserie mit ersterem Setting und zusammenhängender Handlung laut, sodass noch im selben Jahr ebenso die Serie Sonic SatAM an den Start ging, welche mit 26 Episoden jedoch nur bis 1994 produziert wurde.
Sonic the Hedgehog ist seither mit zahlreichen Cameo-Gastauftritten in verschiedenen Filmen und Serien aufgetaucht, darunter beispielsweise immer wiederkehrend in Die Simpsons, Mad und Robot Chicken. Hinzu kommen zahlreiche weitere Erwähnungen, Referenzen oder Anspielungen mit ähnlichem Aussehen oder Namen, doch die untenstehende Liste führt nur Medien auf, welche tatsächlich den originalen Charakter Sonic the Hedgehog zeigen.
Der erste Sonic-Film war 1996 Sonic the Hedgehog, welcher jedoch nicht in Deutschland ausgestrahlt wurde. Auch in seinen eigenen Serien Sonic Underground (1999), Sonic X (2003–2005), Sonic Boom (2014–2017) und Sonic Prime (2022–2024) ist Sonic selbst der Hauptcharakter. In den Disney-Produktionen Ralph reichts (2012) und Chaos im Netz (2018) ist Sonic ein wiederkehrender Charakter, in der Serie OK K.O.! Neue Helden braucht die Welt behandelt die vollständige Episode 95 ausführlich den Gastauftritt von Sonic und Tails. Die 73. Episode der Serie Big Mouth mit dem Titel „Cliquen, Ärsche und Sonics Schwanz“, die am 23. Mai 2025 im Rahmen der achten Staffel veröffentlicht wurde, beinhaltet und handelt zum Teil ebenfalls von Sonic.
Mit Sonic the Hedgehog (2020), Sonic the Hedgehog 2 (2022) und Sonic the Hedgehog 3 (2024) feierte Sonic schließlich Erfolge auf der Kinoleinwand, in der dazugehörigen Spin-Off-Serie Knuckles (2024) spielt er hingegen nur eine kleinere Kurzrolle.
| Film- und Serienauftritte von Sonic the Hedgehog | Film- und Serienauftritte von Sonic the Hedgehog | Film- und Serienauftritte von Sonic the Hedgehog   | Film- und Serienauftritte von Sonic the Hedgehog |
| Jahr                                             | Film / Serie                                     | Rolle                                              |                                                  |
| ------------------------------------------------ | ------------------------------------------------ | -------------------------------------------------- | ------------------------------------------------ |
| 1993–1996                                        | Sonic der irre Igel                              | Hauptrolle                                         |                                                  |
| 1993–1994                                        | Sonic the Hedgehog                               | Hauptrolle                                         |                                                  |
| 1994                                             | Doraemon                                         | Cameo-Gastauftritt (Episode 1.332)                 |                                                  |
| 1994, 2008, 2011, 2021                           | Die Simpsons                                     | Cameo-Gastauftritte (Episoden 139, 411, 491 & 699) |                                                  |
| 1996                                             | Sonic the Hedgehog                               | Hauptrolle                                         |                                                  |
| 1999                                             | Sonic Underground                                | Hauptrolle                                         |                                                  |
| 2000                                             | Malcolm mittendrin                               | Cameo-Gastauftritt (Staffel 2, Episode 4)          |                                                  |
| 2003–2005                                        | Sonic X                                          | Hauptrolle                                         |                                                  |
| 2010–2013                                        | Mad                                              | Gastauftritte (in 6 Episoden)                      |                                                  |
| 2007, 2020, 2022                                 | Robot Chicken                                    | Cameo-Gastauftritt (Episoden 45, 192, 193, 2013)   |                                                  |
| 2011, 2012                                       | Breaking Bad                                     | Cameo-Gastauftritte (Episoden 37, 44 & 49)         |                                                  |
| 2012                                             | Ralph reichts                                    | Nebenrolle                                         |                                                  |
| 2014                                             | TripTank                                         | Cameo-Gastauftritt (Staffel 1, Episode 8)          |                                                  |
| 2014–2017                                        | Sonic Boom                                       | Hauptrolle                                         |                                                  |
| 2018                                             | Ready Player One                                 | Nebenrolle                                         |                                                  |
| 2018                                             | Chaos im Netz                                    | Nebenrolle                                         |                                                  |
| 2019                                             | OK K.O.! Neue Helden braucht die Welt            | Gastauftritt (Episode 95)                          |                                                  |
| 2020                                             | Sonic the Hedgehog                               | Hauptrolle                                         |                                                  |
| 2019                                             | American Dad                                     | Cameo-Gastauftritt (Episode 301)                   |                                                  |
| 2022                                             | Sonic the Hedgehog 2                             | Hauptrolle                                         |                                                  |
| 2022                                             | Die Ritter des Rechts                            | Nebenrolle                                         |                                                  |
| 2022–2024                                        | Sonic Prime                                      | Hauptrolle                                         |                                                  |
| 2024                                             | Knuckles                                         | Nebenrolle                                         |                                                  |
| 2024                                             | Sonic the Hedgehog 3                             | Hauptrolle                                         |                                                  |
| 2025                                             | Big Mouth                                        | Gastauftritt (Episode 73)                          |                                                  |